# Groß Warnow
Groß Warnow ist ein Ortsteil der Gemeinde Karstädt im Landkreis Prignitz in Brandenburg.

## Geografie
Der Ort liegt 11 Kilometer nordwestlich von Karstädt und 22 Kilometer nordwestlich von Perleberg. Die Nachbarorte sind Neese im Norden, Marienhof, Hühnerland und Klein Warnow im Nordosten, Kolonie im Osten, Neu Pinnow und Sargleben im Südosten, Pinnow im Südwesten, sowie Beckentin und Kremmin im Nordwesten.

## Geschichte

### 14. und 15. Jahrhundert
Die erste schriftliche Erwähnung von Groß Warnow stammt aus dem Jahr 1312. Darin wurde der Ort unter „in villa Warnowe“ verzeichnet. In den ersten Jahrhunderten gab es bis zu elf verschiedene Besitzanteile am Dorf. Der erste Anteil war von vor 1542 bis 1872 im Besitz des Gutes Pröttlin, die das Kirchenpatronat hielten (1542, 1558). Der Anteil umfasste seit 1590 auch vier Bauern mit acht Hufen sowie die Ober- und Untergerichtsbarkeit der Weisin zu Malow/Mecklenburg (siehe auch 5. Anteil). Der Anteil umfasste seit 1623 auch wiederverkaufsweise einen Hufner des Gutes Bochin, seit 1685 auch die über die heimgefallenen Diddeschen Lehnstücke. Darunter fielen vier Bauern aus dem Besitz des von Karstedt zu Garlin (siehe auch 4. Anteil) und des von Winterfeld auf Hünerland (siehe auch 3. Anteil). Er wuchs auf 14 Bauern und einen Kossäten (1745) an und umfasste 1775 und 1860 erneut auch das Kirchenpatronat sowie Anteil an der Blutsgerichtsbarkeit (1846). Der zweite Anteil war von vor 1480 bis 1872 im Besitz der Güter Pinow und umfasste einen Hof mit drei Hufen bzw. 9 ½ Hufen und einen Kossätenhof (1599); dieser wurde 1678 mit dem Gut Pinnow an die von Rathenow verkauft. Der zweite Anteil umfasste seit 1694 auch die drei Kossätenstellen der von Karstedt zu Garlin (siehe auch 4. Anteil), später auch vier Hufner und vier Kossäten (1700). Der dritte Anteil war von vor 1549 bis 1771 im Besitz der von Winterfeld zu Hünerland und Streesow. Im Jahr 1549 kam es zu einem Streit mit den von Wenckstern zu Lenzerwische über einen Hof (siehe auch 6. Anteil). Er umfasste 1602 mindestens einen Bauern, seit 1625 insgesamt zwei Bauern der von Ditte zu Garlin. Der Anteil wurde 1685 nach einer Heimfallserklärung an die von Blumenthal zu Pröttlin abgetreten (siehe auch 1. Anteil) und umfasste danach mindestens zwei Bauern (1690) bzw. zwei Bauern und zwei Kossäten oder Kötter (1745). Er wurde 1771 mit dem Gut Streesow an die Witwe von Itzenplitz verkauft und war von 1771 bis nach 1849 an die Tochter übergeben. Diese war mit einem von Podewills verheiratet. Der vierte Anteil war von vor 1584 bis 1694 im Besitz des Guts Garlin. Bis 1624 hielten die von Ditte zu Werle und Garlin einen Anteil über drei Bauern, der 1591 an die von Muntte zu Garlin verpfändet wurde. Im Jahr 1624 wurden zwei Bauern der von Ditte an das Fräulein von Wartenberg mit der Möglichkeit verkauft, sie wieder zurückzukaufen. Diese Teile wurden 1970 durch ein Lehnsversäumnis an die Frau von Mutte abgetreten. Der übrige Besitz der von Ditte kam nach 1633 an die Gesamthändler von Muntte und wurde 1682 mit dem Gut Garlin an die von Karstedt verkauft. Diese besaßen zwischen 1682 und 1694 vier Bauern und drei Kossätenstellen. Die vier Bauernhöfe wurden als heimgefallen erklärt und der Familie von Blumenthal zugesprochen (siehe 1. Anteil). Die drei verbliebenen Kossätenstellen kamen 1694 an die von Rathenow zu Pinnow (siehe 2. Anteil). Ein fünfter Anteil war von vor 1499 bis 1590 im Besitz der Familie Weisin und umfasste vier Höfe mit acht Hufen (1499, 1671). Zwei der Höfe wurden 1573 an die von Winterfeld zu Hünerland für einen Zeitraum von zehn Jahren verpfändet (siehe 3. Anteil), danach wieder in deren Besitz gekommen und 1590 erblich an die von Blumenthal zu Pröttlin verkauft (siehe 1. Anteil). Ein sechster Anteil war von vor 1549 bis 1607 im Besitz der von Wenckstern zu Kietz in der Lenzerwische bzw. zu Bochin. In diesem Zeitraum waren im Jahr 1549 die Eigentumsverhältnisse über einen Hof zwischen ihnen und der Familie von Winterfeld zu Hünerland und Streesow streitig (siehe 3. Anteil). Der Anteil wurde 1571 mit zwei und vier Hufen belehnt. Nach den von Wenckstern übernahmen 1607 die von der Schulenburg zu Bochin den Anteil und hielten ihn bis 1618. Anschließend kam er bis 1623 in den Besitz der von Möllendorf zu Bochin. Im genannten Jahr wurde außerdem ein Hufner wiederverkaufsweise an die von Blumenthal veräußert, aber nicht reultiert (siehe 1. Anteil). Ein siebter Anteil war von vor 1312 im Besitz des Markgrafs Woldemar und seinen Vorfahren und umfasste Hebungen aus fünf Hufen. Er wurde 1312 mit dem Kloster Eldena vereinigt. Der Rat und Gildemeister aus Perleberg besaß vor 1322 die Hebungen aus zwei Höfen. Dieser achte Anteil wurde 1322 mit einem Altar in der Jacobikirche zu Perleberg vereinigt und 1340 bestätigt. Ein neunter Anteil war im Jahr 1345 im Besitz des Bürgers Heinrich Konold und dessen Erben, die vom Markgrafen mit Hebungen belehnt waren. Den zehnten Anteil besaß im Jahr 1495 ein Heinrich Eichhorst und umfasste einen belehnten Hof. Die von Quitzow zu Stavenow besaßen im Jahr 1522 zwei Kerle. Dieser 11. Anteil war 1570 Gegenstand eines Streits der von Quitzow zu Kletzke und zwei Hufnern. Er bestand im Jahr 1584 aus den Hebungen der von Ditte zur Garlin (siehe 4. Anteil) und war im genannten Jahr im Pfandbesitz der von Quitzow zu Stavenow.
Der Ort erschien im Jahr 1312 in der Schreibweise in villa Warnowe. Im Jahr 1478 kam es in to tutschen Warne zu einer Mecklenburgischen Schadensklage gegen die Mark, als Arnd Grävenitz die Unsrigen totgeschlagen hatte. Die Schreibweise des Dorfes ändert sich im Jahr 1450 zu Warnow.

### 16. Jahrhundert
In einer Statistik aus dem Jahr 1542 erschien ein Pfarrhof mit zwei Hufen, zu dem 1558 auch Wiesen zu zwei Fuder Heu und 2 ½ Wispel Pachtkorn gehörten. Dem Pfarrhof war auch das Recht zugewiesen worden, Holzung auf der wüsten Feldmark [Klein] Warnow betreiben zu dürfen. Ein Küster wurde nicht genannt; die Bewohner wurden jedoch im Jahr 1600 aufgefordert, ihm ein Küsterhaus zu bauen und Unterhalt zu leisten, so dass er Schulunterricht abhalten konnte. Die Kirche besaß 1542 einen Acker mit drei Scheffel Saat. Im Jahr 1571 erschien die Bezeichnung in Dudischen Warnow.

### 17. und 18. Jahrhundert
Im Dorf lebten im Jahr 1652 insgesamt acht Hufner und drei Kossäten. Eine Statistik aus dem Jahr 1686 führte auf: einen Priester mit vier Scheffel Aussaat, die Kirche mit Land und jedes dritte Jahr zwei Scheffel Aussaat. Es gab weder einen Rittersitz, noch Lehnhufen oder einen Lehnschulzen mit Freiacker. Drei Halbhufner bewirtschafteten je ½ und 1/5 Hufe (davon eine wüst); 17 Halbhufner bewirtschafteten je ½ Hufe (zwei wüst). Außerdem gab es sechs Kossäten ohne Acker: einen Leineweber und Schmied, einen Küster (der auch als Schneider arbeitete), einen Kuhhirten, einen Schäfer, einen Schweinehirten sowie einen wüsten Krug auf einem wüsten Halbhufnerhof. Die Bewohner konnte keine Fischerei betreiben und Mast betreiben. Das Brennholz mussten sie kaufen und konnten nur auf eine mittelmäßige Wiese zurückgreifen.
Eine Statistik aus dem Jahr 1719 führte auf: 20 Hufner, fünf Kossäten, einen Hirten ohne Vieh und einen Schmied. In einer weiteren Statistik aus dem Jahr 1734 erschienen 20 Kossäten, 16 Häuslinge, ein Schmied, ein Schäfer und zwei Hirten. Im Dorf lebten im Jahr 1745 insgesamt 20 Bauern und elf Kossäten. Für 1760 waren überliefert: 20 Hufner, sechs Kossäten, ein Dorfschäfer, ein Kuhhirt und eine Dorfschmiede sowie eine Gemarkungsgröße von 10 Hufen. Im Jahr 1791 gab es 20 Bauern, vier Büdner, acht Hausleute, einen Pfarrer und einen Schmied, die zusammen 56 Feuerstellen (=Haushalte) betrieben.

### 19. Jahrhundert
Im Jahr 1801 lebten im Dorf 20 Ganzbauern, sieben Büdner und 15 Einlieger, die 10 ½ Hufen bewirtschafteten und 26 Feuerstellen betrieben. Groß Warnow war ein Nebenzollamt von Lenzen. Vor 1816 gehörte der Ort zum Kreis Lenzen in der Provinz Prignitz; ein Teil der Kurmark der Mark Brandenburg und kam anschließend zum Kreis Westprignitz. Für 1819 sind überliefert: 20 Hufner, sechs Kossäten, ein Dorfschäfer, ein Kuhhirt, ein Dorfschmied sowie sechs Paar Einlieger. Im Dorf standen im Jahr 1846 insgesamt 63 Wohnhäuser. Der Boden wurde 1852 als kaltgründig und von mittlerem Ertrag bezeichnet. Die Bewohner betrieben Viehzucht und hielten Schafe und Schweine nur zum Hausbedarf; ebenso Pferde zum Wirtschaftsbedarf. Ein in Massivbauweise errichtetes Gebäude diente der Hauptzollverwaltung, ein weiteres Gebäude als ehemaliges Postamt. Die Gemarkung war im Jahr 1860 insgesamt 2985 Morgen groß: 92 Mg Gehöfte, 1770 Mg Acker, 285 Mg Wiese, 188 Mg Weide, 650 Mg Wald. Darauf standen acht öffentliche, 84 Wohn- und 78 Wirtschaftsgebäude (darunter zwei holländische Getreidemühlen).

### 20. Jahrhundert
Zur Jahrhundertwende war Groß Warnow insgesamt 1033 Hektar (ha) groß und bestand aus 84 Häusern. Im Dorf lebten im Jahr 1907 insgesamt 12 Bauern, sechs Halbbauern, vier Kossäten, sieben Eigentümer, ein Landwirt, zwei Gastwirte, ein Müller, ein Schmiedemeister, zwei Patinenmacher, ein Schlosser, ein Stellmachermeister, ein Zieglermeister, ein Zimmermeister, ein Zimmermann, zwei Bauunternehmer, ein Zementfabrikant sowie eine Witwe aus einem Kaufmannsgeschäft, zwei Handelsmänner, ein Pastor, ein Lehrer, ein Bauernsohn und 9 Altsitzer sowie zwei Pensionäre und zwei Witwen. Im Jahr 1931 bestand die 1931 Gemeinde Warnow mit dem Wohnplatz Neu Pinnow und einer Fläche von 1039 ha mit 96 Wohnhäusern; der Ortsteil Klein Warnow kam 1932 hinzu. Die amtliche Bezeichnung Groß Warnow wurde 1937 eingeführt. Im Jahr 1939 gab es 15 land- und forstwirtschaftliche Betriebe mit einer Fläche zwischen 20 und 100 ha. Weitere 14 Betriebe bewirtschafteten 10 bis 20 ha, 10 Betriebe 5 bis 10 ha sowie 45 zwischen 0,5 und 5 ha. Von den 234 Berufszugehörigen arbeiteten 131 in Industrie und Handwerk, 47 in Handel in Verkehr.
Nach dem Zweiten Weltkrieg gründeten sich im Jahr 1960 die LPGn Prignitzland und Warnowtal vom Typ I mit 83 Mitgliedern und 552,16 ha landwirtschaftlicher Nutzfläche. Beide vereinigten sich 1967 zur LPG Typ II Prignitztal, die 1971 in eine LPG Typ III umgewandelt wurde. Ab 1952 gehörte Groß Warnow zum Kreis Perleberg im Bezirk Schwerin. Im Jahr 1973 schloss sich die LPG Heimatscholle in Klein Warnow an die LPG in Groß Warnow an; drei Jahre später erfolgte der Anschluss der LPG Friedenswacht in Reckenzin. Im Jahr 1978 gründete sich die LPG Tierproduktion Groß Warnow, während die LPG Pflanzenproduktion in Seetz Flächen im Dorf belegte.
Nach der Wende teilte sich die LPG Pflanzenproduktion Seetz auf und führte die zuvor belegten Flächen zurück. Die LPG Tierproduktion Groß Warnow wurde 1991 in die Produktivagrargenossenschaft e. G. Groß Wanow umgewandelt. Im Jahr 1992 schloss sich die Gemeinde Groß Warnow dem neu gebildeten Amt Karstädt an und wurde 1993 ein Teil des heutigen Landkreises Prignitz. Im Jahr 1995 bestanden im Dorf die genannte Produktivagrargenossenschaft, das Amt für Forstwirtschaft Karstädt sowie die Revierförsterei Groß Warnow.

### 21. Jahrhundert
Die zuvor selbstständige Gemeinde Groß Warnow wurde zum 31. Dezember 2001 in Karstädt eingegliedert.
Einwohnerentwicklung
| Jahr          | 1734 | 1772 | 1791 | 1801 | 1817 | 1837 | 1858 | 1871 | 1895 | 1925 | 1939 | 1946 | 1964 | 1971 | 1981 | 1991 |
| Einwohnerzahl | 171  | 163  | 191  | 233  | 204  | 498  | 576  | 546  | 526  | 525  | 503  | 782  | 476  | 536  | 419  | 418  |

* Anmerkung zu 1991: nur Groß Warnow 320

## Sehenswürdigkeiten
Die Liste der Baudenkmale in Karstädt enthält insgesamt drei Einträge zum Ort.
- Die Dorfkirche Groß Warnow ist eine spätgotische Feldsteinkirche, die 1865 erneuert und um einen Westturm erweitert wurde. Im Innenraum stehen unter anderem ein Schnitzaltar aus dem Anfang des 16. Jahrhunderts sowie eine Kanzel aus der Mitte des 16. Jahrhunderts.